# Delma butleri
Delma butleri là một loài thằn lằn trong họ Pygopodidae. Loài này được Storr mô tả khoa học đầu tiên năm 1987.